# Storiella ebraica
La storiella ebraica, spesso detta jüdischer Witz o, semplicemente, Witz ("barzelletta" in tedesco e yiddish) per antonomasia, è la tipica espressione del cosiddetto umorismo ebraico. Nella molteplicità di argomenti e situazioni delle storielle ebraiche, un dato che spicca è la loro natura fortemente autoironica.
Freud, che dedicò un ben noto studio all'indagine de Il motto di spirito (1905), rilevò come non esistesse, in altre culture, una forma letteraria analoga a quella della storiella ebraica, proprio perché è raro trovare altrove un uso altrettanto sistematico dell'autoironia.

La storiella ebraica è raccontata dall'ebreo e tratta degli stereotipi che l'antisemita medio ha creato nel corso dei secoli.
(Moni Ovadia, Yiddish Mamele)
La storiella ebraica è anche un insegnamento, ma non vuole rivelare nulla: parte dal nonsenso e ivi finisce, solo per suggerire, evocare, far pensare.

La storiella ebraica è anche un lamento: l'ebreo litiga con Dio, lo rimprovera, ma capita anche che lo consoli, e che lo canzoni.
(Elie Wiesel, cit. da Moni Ovadia, Yiddish Mamele)